# Schloss Hartberg

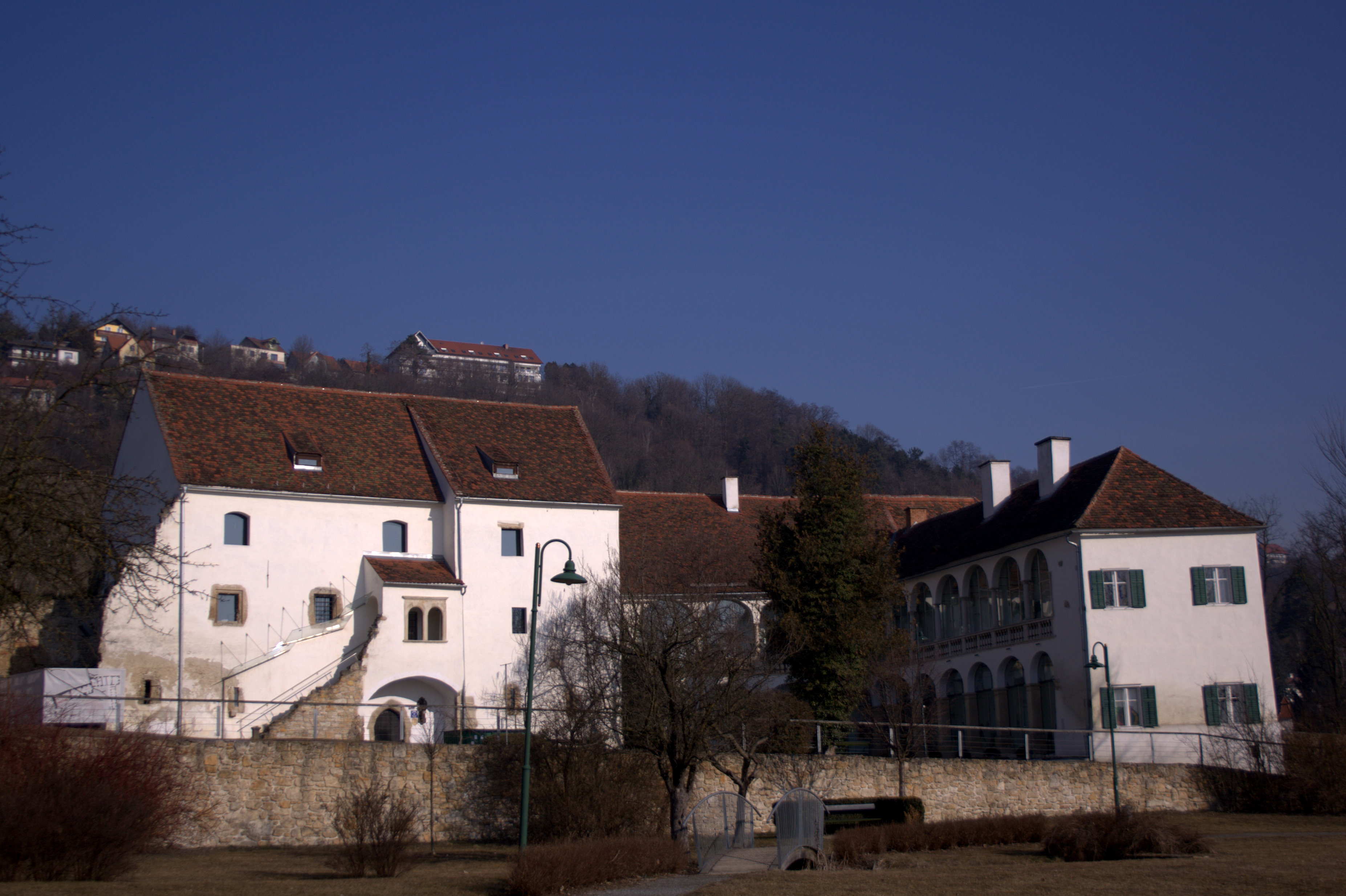
Schloss Hartberg (2011)

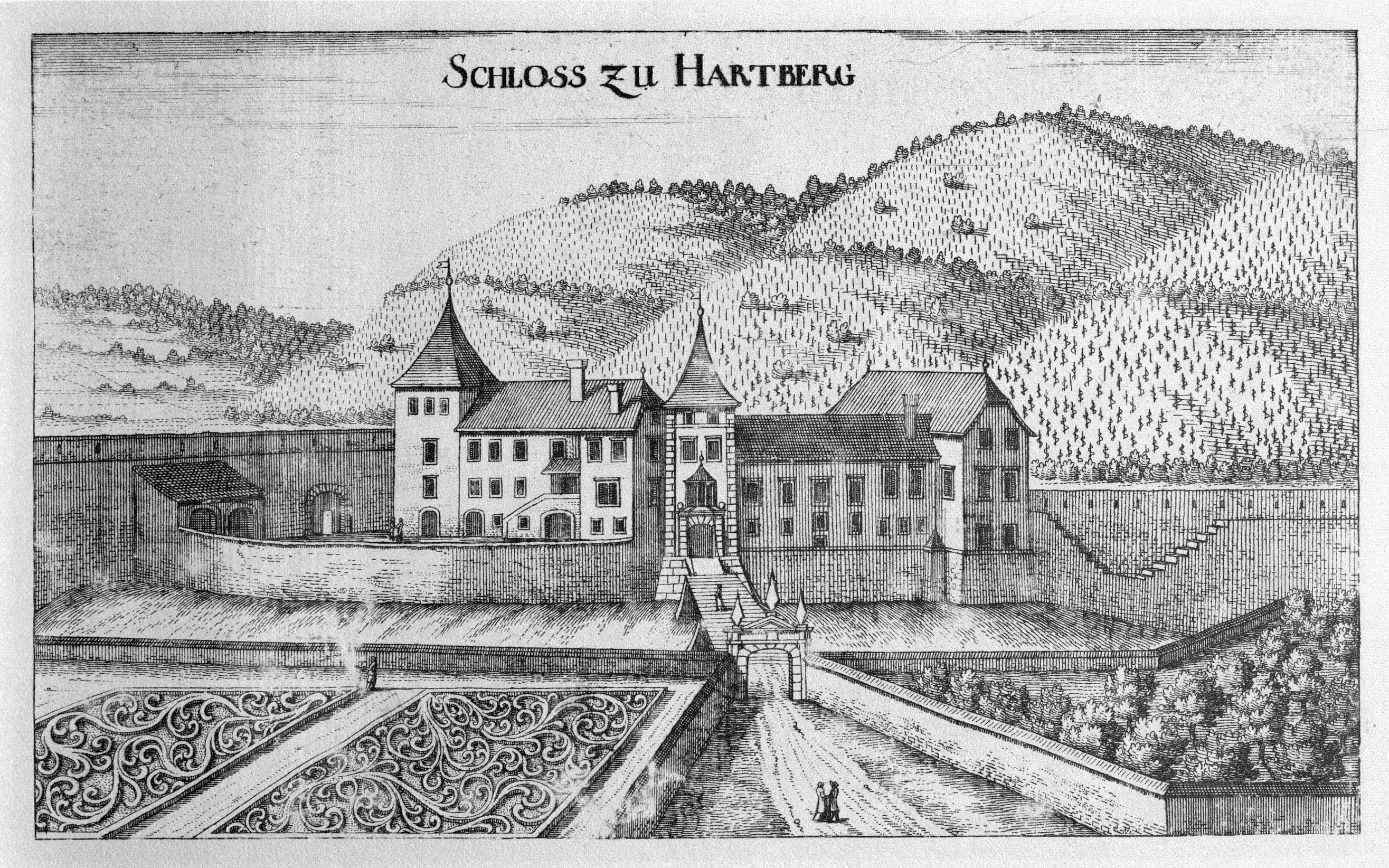
Schloss zu Hartberg, nach Georg Matthäus Vischer, Topographia Ducatus Stiria, Graz 1681

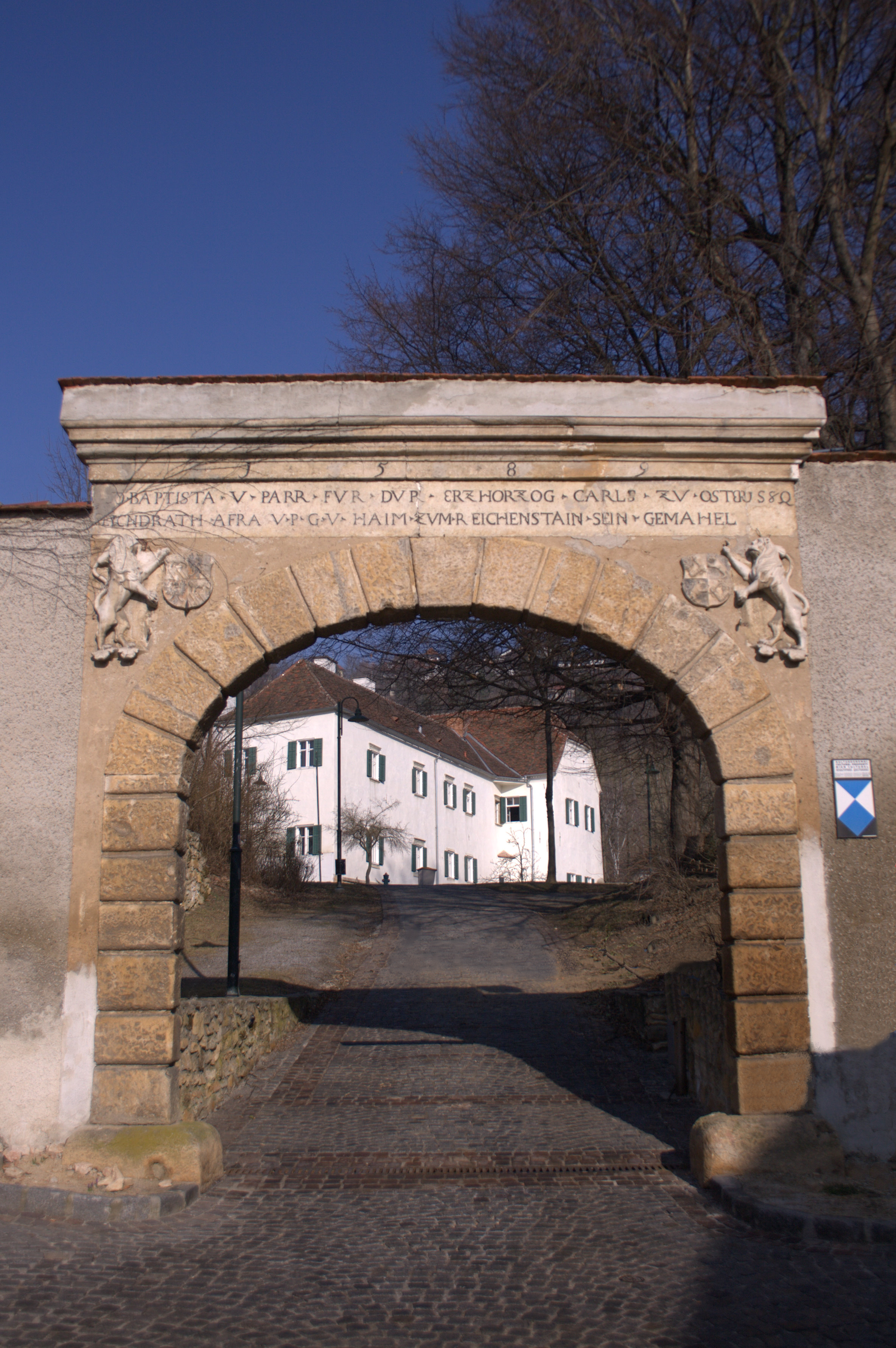
Zufahrtstor an der Umfassungsmauer mit Wappen der ehemaligen Besitzer Paar und Heim

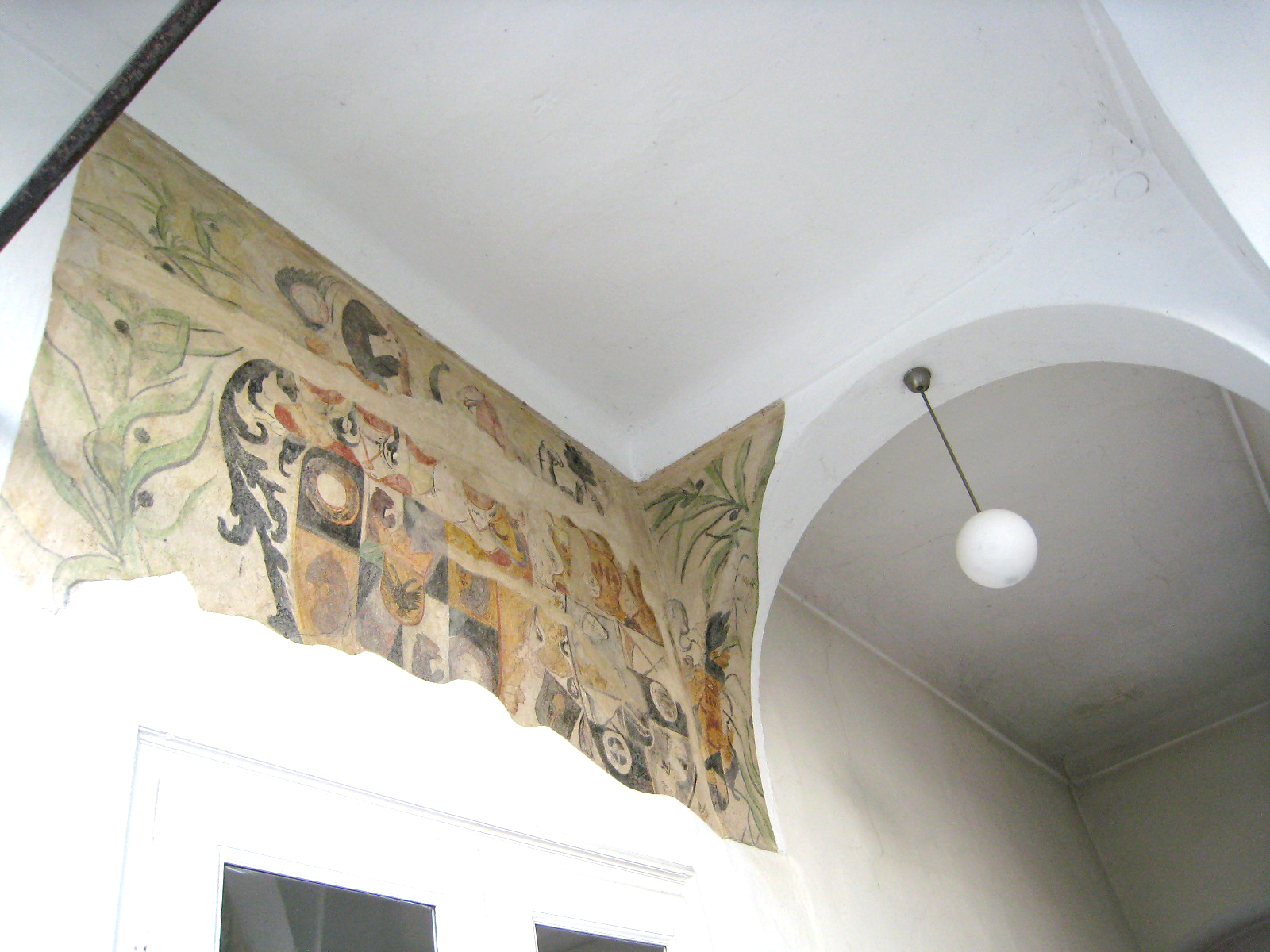
Schloss Hartberg, Innenansicht, mit dem gräflichen Wappen derer von Lengheimb, als ehemalige Besitzer im 17. Jh.

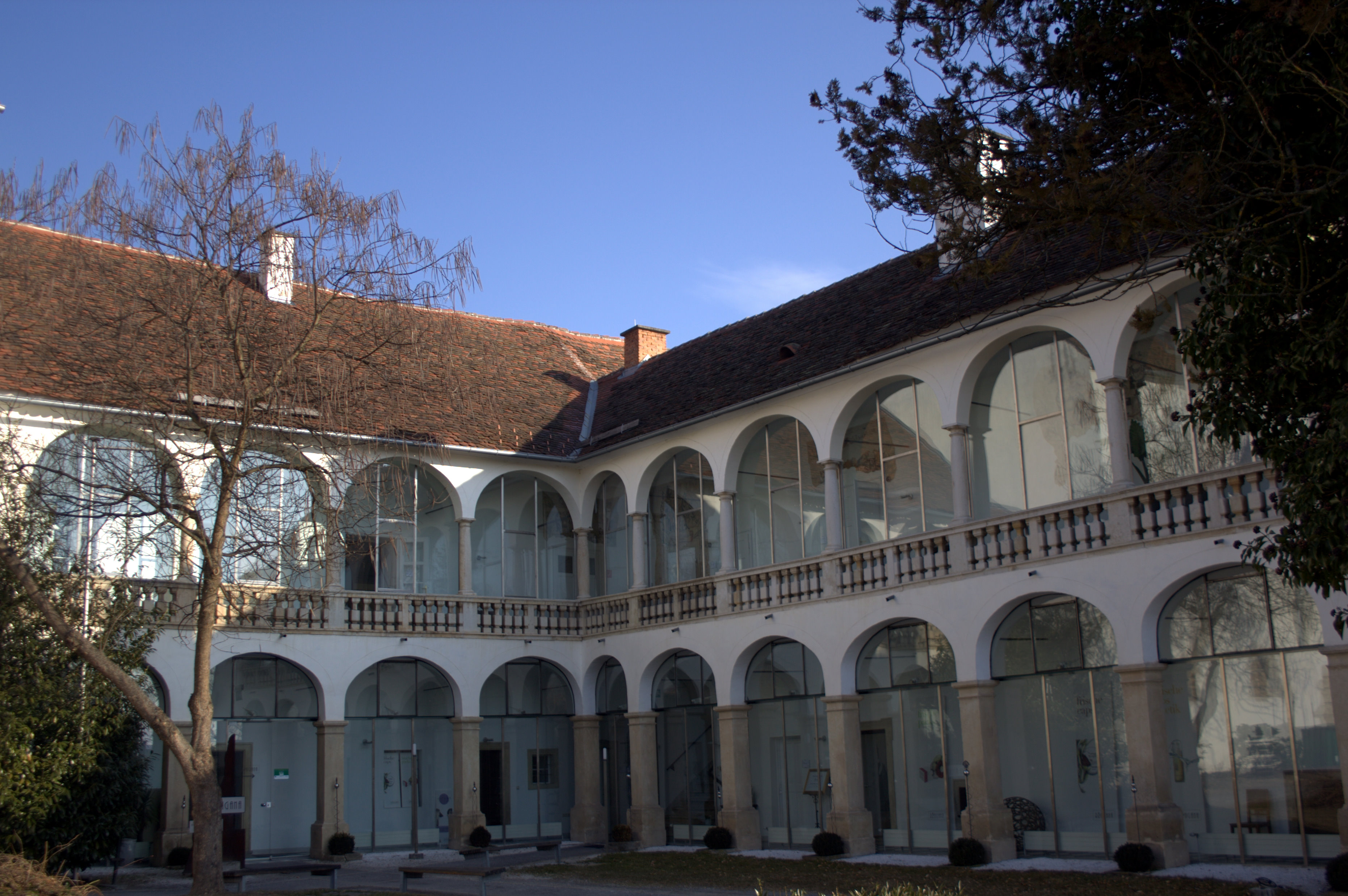
Arkadentrakt des Schlosses Hartberg, nach Modernisierung

Das Schloss Hartberg oder Schloss Paar ist eine Schlossanlage in der Bezirkshauptstadt Hartberg im österreichischen Bundesland Steiermark.

## Lage
Das Schloss ist am Fuße des Ringkogels im Nordwesten der Altstadt von Hartberg gelegen. Umgeben wird es von Teilen der Wehrmauer der Stadt sowie der Wehranlage Reckturm. Im Westen befindet sich der Stadtpark, im Süden der Schlosspark sowie die Herrengasse.

## Geschichte

### Im Besitz derer von Paar, Herberstein, Saurau und Lengheimb
Die 1147 erstmals urkundlich erwähnte Burg diente ab dem 12. Jahrhundert zur Grenzsicherung und war in eine Kette von Wehrbauten integriert, die vom Geschlecht der Traungauer im Auftrag der Landesfürsten am höchsten Punkt des heutigen Hartberg erbaut wurde. Aus der Siedlung, die um die Burganlage herum entstand, entwickelte sich die heute bestehende Stadt. Zur Anlage gehörten neben einem Meierhof auch eine Mühle und die Johanniskapelle.
1469 überfiel der österreichische Heerführer Andreas Baumkircher Hartberg und verschleppte den Burgherren Anton von Herberstein nach Schlaining im Burgenland. Nach der Eroberung der Stadt 1487 durch den ungarischen König Matthias Corvinus erhielt Baumkirchers Sohn Wilhelm Stadt und Burg als Lehen. Im Jahr 1490 kam es jedoch zur Rückeroberung durch den römisch-deutschen König und späteren Kaiser Maximilian I. Nachdem sich Hartberg bis 1529 im Eigentum des Landesfürsten befunden hatte, wurde es von Kaiser Ferdinand I. an den Landeshauptmann Siegmund von Dietrichstein verkauft. In den folgenden Jahrzehnten wechselten einige Male die Besitzer.
Von 1576 bis 1584 erfolgte unter dem Hofpost- und Quartiermeister Johann Baptist von Paar, der seit 1571 Eigentümer der Burg war, ein Umbau der Anlage in ein Schloss im Stil der Renaissance. Schloss Hartberg erhielt 1626 einen Eintrag in den Familienfideikommiss der Familie Paar. Nach wirtschaftlichen Schwierigkeiten im Jahr 1634 erfolgte eine Pfändung und die Übertragung der Besitzverhältnisse an Hans Albrecht von Herberstein, der das Schloss 1641 wiederum an Landeshauptmann Karl Graf von Saurau weitergab, bis es 1682 von Georg Adam Graf von Lengheimb gekauft wurde. Der neue Eigentümer ließ das Schloss erweitern und statt des Meierhofes ein Amtsgebäude errichten.

### Im Besitz der Stadt Hartberg ab 1981
Nach über einem Jahrhundert erlangte die Familie Paar 1756 wieder die Herrschaft über Schloss Hartberg. Die Familie, zu diesem Zeitpunkt in einem Wiener Palais wohnhaft, beauftragte zur Bewirtschaftung eingesetzte Verwalter. Im Jahr 1850 bot Karl Fürst Paar der Stadtgemeinde das Schloss zum Kauf an, doch scheiterte der Handel am zu hohen Kaufpreis. Erst nach dem Verkauf des Wiener Palais Paar 1937 und dem Verlust der Besitztümer in Böhmen 1945, wurde das sehr verfallene Schloss 1981 an die Stadt Hartberg abgetreten.

### Heutige Nutzung
Nach einer Generalsanierung war das Schloss zuerst an die Stadtsparkasse, danach an den Kosmetikhersteller und Multilevel-Marketing-Unternehmen Ringana vermietet und dient als Bildungs- und Veranstaltungszentrum. Der Schlosskomplex wird heute vom Kosmetikhersteller genutzt, welcher hier seinen Verwaltungssitz eingerichtet hat. Ausgenommen davon sind ein Gastronomiebetrieb im ehemaligen Pferdestall und der Rittersaal, welcher nach wie vor für öffentliche Veranstaltungen zugänglich ist. Im März 2021 gab Ringana bekannt, dass der Mietvertrag mit Ende Juni 2021 ausläuft und nicht verlängert wird.

## Architektur und Gestaltung
Erste urkundliche Erwähnung findet das Schloss Hartberg im Jahre 1147 als Burg Hartberg, obwohl mit dem Bau bereits kurz nach dem Jahre 1122 unter dem von Markgraf Leopold I. eingesetzten Konrad Bertha von Hartberg begonnen worden sein dürfte. Die dazugehörige Burgkapelle dürfte irgendwann nach dem 16. Jahrhundert geschleift worden sein, da heute nur noch Reste der ehemaligen Johannis-und-Magdalenenkapelle zu finden sind. Die Burg selbst wurde aus romanischen Quadersteinen errichtet. Um 1128 wurde auch der erste Markt errichtet, die heutige Herrengasse. In den nächsten Jahrhunderten wurde die Burg mehrmals um Wirtschaftsgebäude erweitert, von denen einige bis heute noch erhalten sind. Im 16. Jahrhundert wurde das gesamte Schloss im Stil der Renaissance umgestaltet. Ein Jahrhundert später wurde auch der markante Arkadentrakt errichtet.
Als letzter Überrest der ehemaligen landesfürstlichen Burganlage ist der Palas mit dem Spitzbogentor erhalten geblieben. Dessen nördlicher Teil stammt aus dem Mittelalter. An dieser Stelle sind durch archäologische Grabungen Fundamente des einstigen Bergfrieds mit einem Grundriss von 9,8 × 11 Meter freigelegt worden. Der Außenaufgang auf der Hofseite ist mit Erker und Doppelfenster im Renaissance-Stil versehen und mit 1576 datiert.
Im zweiten Obergeschoß des Schlosses liegt der Rittersaal, ein großer Prunkraum mit steinernem Renaissance-Kamin, dem Doppelwappen der Familien Paar-Haim und Überresten von Wandmalereien. Der Trakt, der im Norden an den Rittersaaltrakt anschließt, besitzt einen mittelalterlichen Kern. Ende des 16. Jahrhunderts erfolgte jedoch ein Umbau, bei dem auch die Außenmauer des Ostflügels errichtet wurde. Dieser weist hofseitig zweigeschoßige Arkaden auf, deren Bögen gegenwärtig verglast sind. 1958 wurden im ersten Stockwerk barocke Wandmalereien aus dem 17. Jahrhundert freigelegt.
Am Parktor an der Herrengasse ist eine Inschriftentafel von Johann Baptist von Paar und seiner Ehefrau Afra, geborene Haim, mit der Jahreszahlen 1584 und 1598 erhalten geblieben. Sie stammt aus der abgetragenen Schlosskapelle.